# Cousin (Insel)
Cousin zählt mit einer Gesamtgröße von etwa 27 Hektar (0,27 km²) zu den kleineren der 115 Seychellen-Inseln. Sie befindet sich ungefähr 4 km südwestlich von Praslin, der zweitgrößten Insel des Archipels, sowie etwa 2 km nordwestlich der benachbarten Insel Cousine.

## Fauna und Flora
Cousin ist ein bedeutendes Rückzugsgebiet für seltene endemische Tier- und Pflanzenarten. Die einstige Kokosplantage wird heute von Pisonia grandis, Noni-Baum und Ochrosia oppositifolia dominiert. Die Restauration des ursprünglichen Habitats erfolgt durch die gemeinnützige Naturschutzorganisation Nature Seychelles.
Die Insel wurde 1968 vom Internationalen Rat für Vogelschutz, heute BirdLife International, erworben. Ein wichtiger Beweggrund für den Kauf war der Erhalt des weltweit letzten Bestands des Seychellen-Rohrsängers, der auf Cousin in noch 30 Exemplaren vorkam. Inzwischen hat sich die Population mehr als verzehnfacht. Auf der Insel leben weitere seltene Landvögel wie der Seychellennektarvogel, die Paradies-Fruchttaube oder der Seychellenweber. Der sehr seltene Seychellendajal wurde von Frégate wieder eingeführt. Daneben kommen auf Cousin sieben Arten von Seevögeln (Feenseeschwalbe, Weißschwanz-Tropikvogel, Noddi, Schlankschnabelnoddi, Zügelseeschwalbe sowie zwei Sturmtaucherarten) mit über 300.000 Exemplaren vor.
Auf Cousin lebt die Aldabra-Riesenschildkröte ebenso wie zahlreiche Geckos (Bronzegecko und Kleiner Seychellen-Taggecko) sowie Skinke (Seychellenskink, Wrights Skink und Pamelaescincus gardineri). Zudem ist Cousin eines der bedeutendsten Brutgebiete der Echten Karettschildkröte im westlichen Indischen Ozean.
Die Säugetiere sind durch lediglich zwei Arten vertreten: den endemischen Seychellen-Flughund und den Schwarznackenhasen. Im Gegensatz zu den meisten anderen Inseln der Seychellen gibt es auf Cousin keine Katzen, Ratten oder Mäuse.
Der Einklang mit der Tier- und Pflanzenwelt steht auf Cousin im Vordergrund, und dem Schutz von Natur und Umwelt wird ganz besonders sorgsame Beachtung geschenkt. Deshalb ist die Insel ein beliebtes Ziel für Ökotouristen.